# 坂部佩莎
坂部佩莎（英語：Lezona Sakabe，2001年6月28日—），香港女演員，學生。曾為女子組合Honey Bees成員之一。曾參選《全民造星IV》。

## 演藝生涯
坂部佩莎出生於美國，父親是日本人，母親是香港人，但她不懂日語。童年時到香港讀書，曾加入家燕媽媽藝術中心旗下少女跳唱組合Honey Bees。2021年參選ViuTV舉辦的《全民造星IV》，60強止步。
比賽結束後活躍於網絡平台，並與其他女藝人自組了一些舞團。其中一隊MORII GIRLS包括了同出身Honey Bees的區明妙、何榛綦。

## 資料來源
1. ↑  . 明報 Our Lifestyle.   [2024-02-13]. （原始内容存档于2024-02-13） （中文（繁體））.
2. 1 2  . on.cc東網. 2022-07-10  [2024-02-13]. （原始内容存档于2024-02-13） （中文（香港））.
3. ↑  . skypost.ulifestyle.com.hk.   [2024-02-13] （中文）.
4. ↑  香港經濟日報HKET. . 香港經濟日報HKET.   [2024-02-13]. （原始内容存档于2024-02-13） （中文（繁體））.

## 外部連結
- 坂部佩莎的Instagram帳戶